# Evolution 2: Far Off Promise
Evolution 2: Far Off Promise es un videojuego de rol lanzado para Sega Dreamcast en el año 2000. Es la segunda entrega de la saga Evolution, y secuela de Evolution: The World of Sacred Device. El juego cuenta con mejores gráficos , mejores batallas y mejores jefes finales que su predecesor.
El juego fue desarrollado por Sting Entertainment en Japón, y publicado en Norteamérica y Europa por Ubisoft.
Este juego, junto con Evolution: The World of the Sacred Device, fueron rehechos y lanzados como una compilación con el título de Evolution Worlds para la GameCube de Nintendo.

## Personajes
- Mag Launcher: esta vez viste mejor y viene con nuevos poderes ciframe.

- Linear Cannon: vuelve con nueva ropa y una nueva ocarina.

- Chain Gun: sigue siendo rival de Mag, pero ahora son más amigos.

- Gre Nade: vuelve con nuevos poderes y más ágil.

- Pepper Box: vuelve para buscar más reliquias.

- Datos: Q5418611